# Metachrostis tarda
Metachrostis tarda là một loài bướm đêm trong họ Erebidae.